# Paradistrane
Paradistrane (Grus paradisea) er en fugleart, der lever i det sydlige Afrika.